# Kamienica przy ul. Rabiańskiej 8 w Toruniu
Kamienica przy ul. Rabiańskiej 8 w Toruniu – gotycka kamienica znajdująca się przy ul. Rabiańskiej 8, na Starym Mieście w Toruniu, jedna z większych kamienic gotyckich w mieście. Siedziba Zakładu Astrofizyki Centrum Astronomicznego Polskiej Akademii Nauk.
Kamienica została wybudowana po 1539 roku, w wyniku rozbudowy lub przebudowy wcześniejszego domu, pochodzącego z XIII-XV wieku. W XVII i XVIII wieku została przekształcona w spichrz. W 1866 roku została przebudowana na kamienicę czynszową. Podczas tego remontu zmieniono zabytkowy oryginalny układ wnętrz, pokryto fasadę tynkiem oraz zmieniono rozkład i wielkość okien. W latach 70. XX wieku przywrócono oryginalną formę kamienicy.
W budynku mieści się sień o wysokości 6 m. W piwnicy pod północno-wschodnią częścią znajduje się studnia do czerpania wody użytkowej, pozostałość po poprzednim domu. Pierwotnie mieściła się na podwórzu, zabudowanym obecną kamienicą. 
Kamienica figuruje w gminnej ewidencji zabytków (nr 95).